# Carrière Wellington
Carrière Wellington é um museu em Arras, na região norte da França. A sua designação tem origem na rede de antigos túneis usados pelas forças do Império Britânico e da Commonwealth durante a Primeira Guerra Mundial. Aberto em Março de 2008, o museu comemora os soldados que construiram os tuneis e que lutaram na Batalha de Arras em 1917.

## Galeria

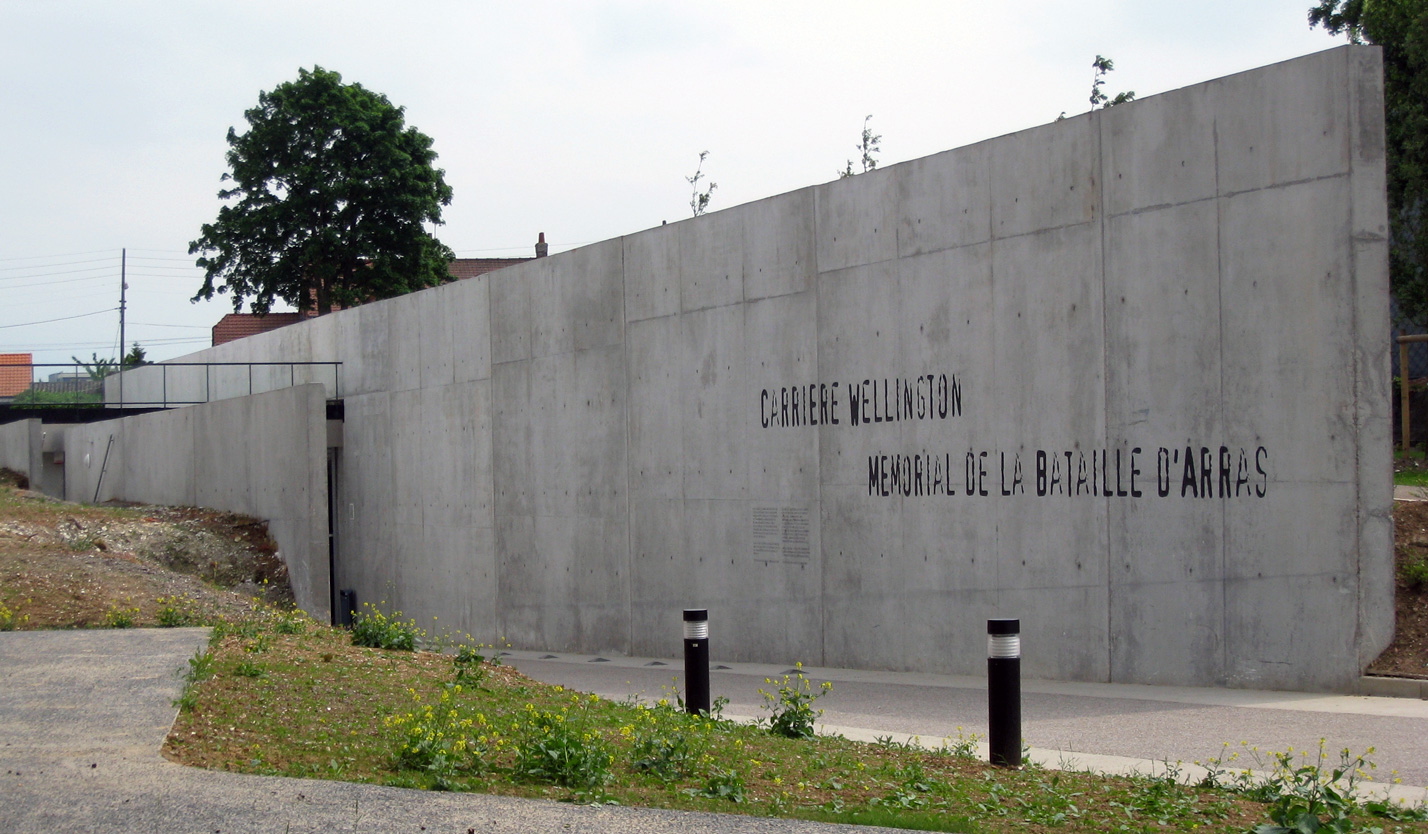
Entrada para o museu Carrière Wellington
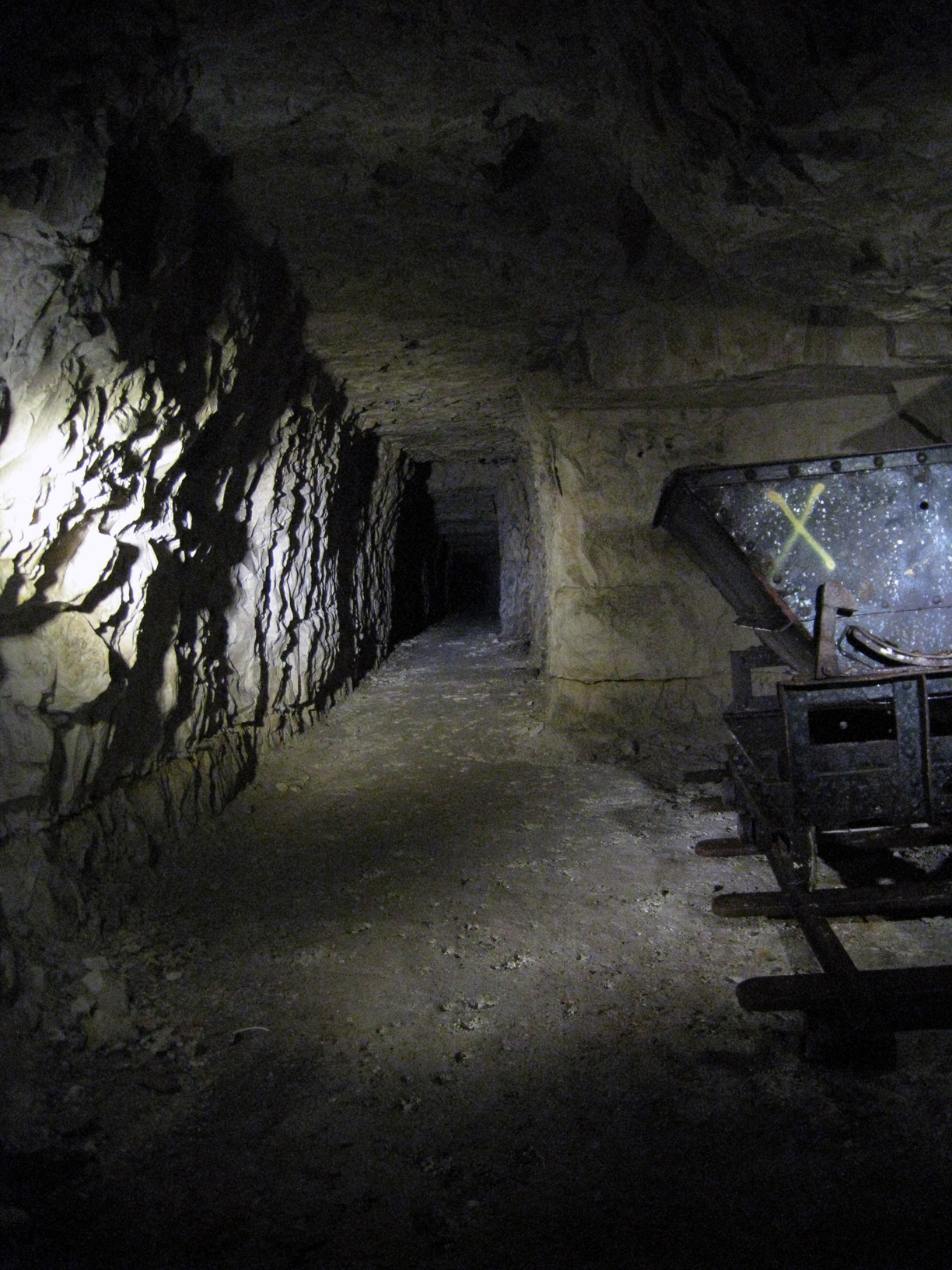
Tunel e carro de mina em Carrière Wellington
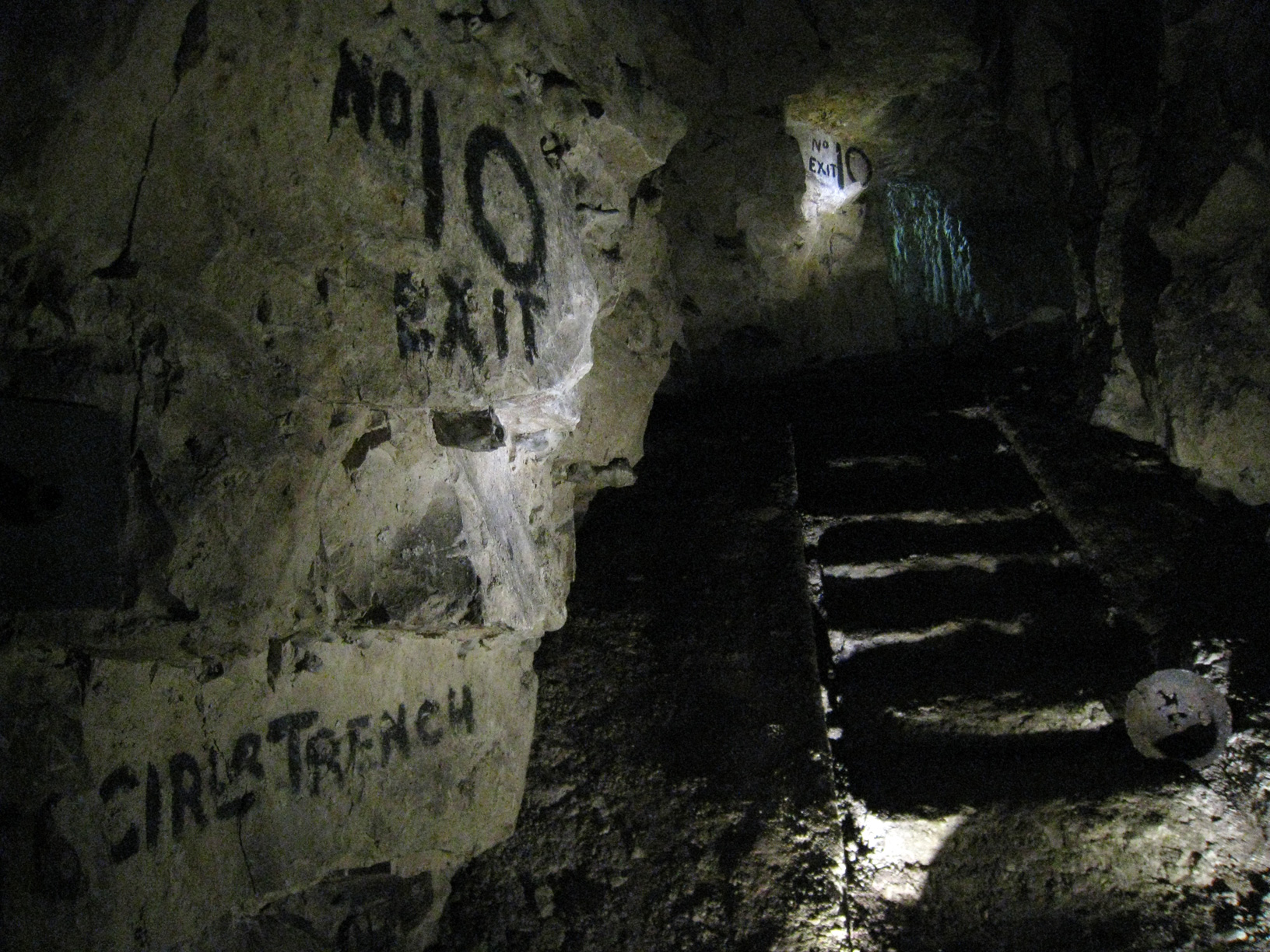
Saída n.º 10